# Takayuki Kishimoto
Takayuki Kishimoto (jap. 岸本 鷹幸, Kishimoto Takayuki; * 6. Mai 1990 in Mutsu) ist ein japanischer Hürdenläufer, der sich auf die 400-Meter-Distanz spezialisiert hat.

## Sportliche Laufbahn
Erste internationale Erfahrungen sammelte Takayuki Kishimoto im Jahr 2011, als er bei den Asienmeisterschaften in Kōbe im Finale disqualifiziert wurde und anschließend bei der Sommer-Universiade in Shenzhen in 49,52 s die Silbermedaille hinter dem US-Amerikaner Jeshua Anderson gewann. Daraufhin erreichte er bei den Weltmeisterschaften in Daegu das Halbfinale, in dem er mit 50,05 s ausschied. Im Jahr darauf qualifizierte er sich für die Teilnahme an den Olympischen Spielen in London, wurde dort aber bereits im Vorlauf disqualifiziert. Auch bei den Leichtathletik-Weltmeisterschaften 2013 in Moskau wurde er im Halbfinale disqualifiziert. 2014 wurde er in 49,78 s Sechster beim Continentalcup in Marrakesch und gewann anschließend in 49,81 s die Silbermedaille bei den Asienspielen in Incheon hinter dem Bahrainer Ali Khamis Khamis.
Bei den Weltmeisterschaften in Peking kam er mit 49,78 s nicht über die erste Runde hinaus und 2018 nahm er erneut an den Asienspielen in Jakarta teil, scheiterte dort aber mit 50,95 s im Vorlauf. 2022 startete er bei den Weltmeisterschaften in Eugene und kam dort mit 50,66 s nicht über die Vorrunde hinaus. Im Jahr darauf siegte er in 51,77 s beim Sir Graeme Douglas International sowie in 50,02 s beim Brisbane Track Classic. Im August schied er dann bei den Weltmeisterschaften in Budapest mit 50,90 s in der ersten Runde aus.
In den Jahren von 2011 bis 2013 sowie 2018 wurde Kishimoto japanischer Meister im 400-Meter-Hürdenlauf.

## Persönliche Bestleistungen
- 400 m Hürden: 48,41  9. Juni 2012 in Osaka